# أديب الزهيري
أديب نجيب الزهيري (1912 - 1981) كاتب سياسي لبناني.  ولد في بيروت وتلقى علومه في الجامعة الأميركية وبدأ حياته العلمية بالتعليم ثم عمل موظفا في مجلس النواب، له من المؤلفات بين الحقيقة والخيال (1938) والديموقراطيّة حكم الشعب (1978).

## سيرته
ولد أديب بن نجيب بن أسعد بن حسين الزهيري سنة 1912 في بيروت، وآل الزهيري من أسر الموحدون الدروز في بيروت. تلقى علومه في الجامعة الأميركية في بيروت واشتهر في تلك الأثناء بالرياضة، وسجل رقماً قياسياً يومئذ في الركض لمسافة 2800 متر. بدأ حياته العلمية بالتعليم ثم موظفاً في مجلس النواب، وعندما احيل إلى التقاعد كانت له مداخلات سياسية، وكانت له على هذا الصعيد آراء خاصة سجلها في كتاب. 

توفي الزهيري في 1981.

## مؤلفاته
- بين الحقيقة والخيال، 1938
- الديمقراطية حكم الشعب، 1978.